# Славословие
Славословието (прославляващи думи) в богослужението на Православната църква може да се чете (рецитира) или пее. Славословни песни са се пеели от християните още през 2 в. Една от най-известните и най-древни е Ангелската песен в Новия завет, с която ангелите прославят Иисус след раждането му и която пастирите слушат: „Слава във висините Богу, и на земята мир, между човеците благоволение“ (Лука 2, 14). Утренята в Православната църква завършва със славословие, в което се възхвалява Иисус Христос, Света Троица и др. След прославата на Св. Троица се пее или произнася Ангелската песен. Тя е съставна малка част и на Великото славословие, което се пее в празднични дни.
Съществуват и апокрифни варианти на славословни песни, например: „Свет, свет, свет, алилуя, свет е Господ, изпълнил небето и земята със своята слава!“
В Римско-католическата църква съществуват подобни прославни химни.